# Cesancey
Cesancey és un municipi francès situat al departament del Jura i a la regió de Borgonya - Franc Comtat. L'any 2007 tenia 396 habitants.

## Demografia

### Població
El 2007 la població de fet de Cesancey era de 396 persones. Hi havia 162 famílies de les quals 44 eren unipersonals (20 homes vivint sols i 24 dones vivint soles), 47 parelles sense fills, 63 parelles amb fills i 8 famílies monoparentals amb fills.
La població ha evolucionat segons el següent gràfic:
Habitants censats

### Habitatges
El 2007 hi havia 196 habitatges, 168 eren l'habitatge principal de la família, 14 eren segones residències i 14 estaven desocupats. 183 eren cases i 13 eren apartaments. Dels 168 habitatges principals, 132 estaven ocupats pels seus propietaris, 32 estaven llogats i ocupats pels llogaters i 3 estaven cedits a títol gratuït; 3 tenien una cambra, 13 en tenien dues, 25 en tenien tres, 44 en tenien quatre i 82 en tenien cinc o més. 149 habitatges disposaven pel capbaix d'una plaça de pàrquing. A 59 habitatges hi havia un automòbil i a 89 n'hi havia dos o més.

### Piràmide de població
La piràmide de població per edats i sexe el 2009 era:
| Homes | Edats   | Dones |
| ----- | ------- | ----- |
| 0     | 95 o +  | 0     |
| 0     | 90 a 94 | 4     |
| 0     | 85 a 89 | 8     |
| 4     | 80 a 84 | 4     |
| 8     | 75 a 79 | 4     |
| 0     | 70 a 74 | 8     |
| 4     | 65 a 69 | 0     |
| 12    | 60 a 64 | 16    |
| 4     | 55 a 59 | 4     |
| 16    | 50 a 54 | 16    |
| 4     | 45 a 49 | 8     |
| 20    | 40 a 44 | 24    |
| 16    | 35 a 39 | 8     |
| 16    | 30 a 34 | 16    |
| 16    | 25 a 29 | 8     |
| 0     | 20 a 24 | 8     |
| 16    | 15 a 19 | 4     |
| 4     | 10 a 14 | 12    |
| 4     | 5 a 9   | 4     |
| 12    | 0 a 4   | 8     |

## Economia
El 2007 la població en edat de treballar era de 259 persones, 207 eren actives i 52 eren inactives. De les 207 persones actives 188 estaven ocupades (99 homes i 89 dones) i 19 estaven aturades (9 homes i 10 dones). De les 52 persones inactives 23 estaven jubilades, 15 estaven estudiant i 14 estaven classificades com a «altres inactius».

### Ingressos
El 2009 a Cesancey hi havia 170 unitats fiscals que integraven 414 persones, la mediana anual d'ingressos fiscals per persona era de 19.365,5 €.

### Activitats econòmiques
Dels 14 establiments que hi havia el 2007, 1 era d'una empresa de fabricació d'altres productes industrials, 6 d'empreses de construcció, 3 d'empreses de comerç i reparació d'automòbils, 1 d'una empresa financera, 1 d'una empresa de serveis i 2 d'empreses classificades com a «altres activitats de serveis».
Dels 7 establiments de servei als particulars que hi havia el 2009, 3 eren guixaires pintors, 1 fusteria, 1 electricista i 2 perruqueries.
L'únic establiment comercial que hi havia el 2009 era una floristeria.
L'any 2000 a Cesancey hi havia 9 explotacions agrícoles.

## Equipaments sanitaris i escolars
El 2009 hi havia una escola elemental integrada dins d'un grup escolar amb les comunes properes formant una escola dispersa.

## Poblacions més properes
El següent diagrama mostra les poblacions més properes.